# Earlham College

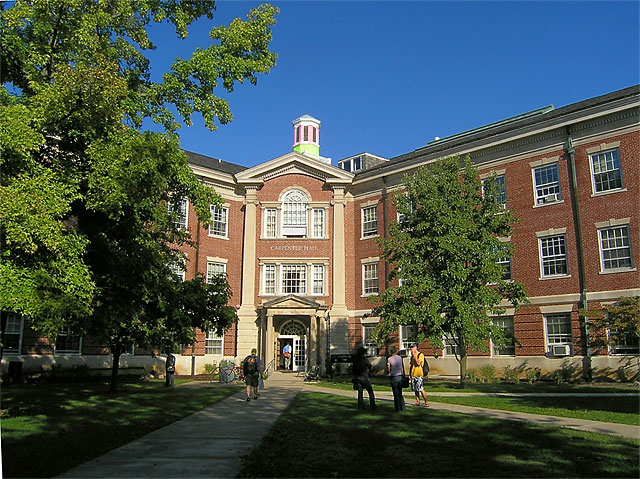
Vue du campus d'Earlham College.

Earlham College est un collège d'arts libéraux privé situé à Richmond, dans l'Indiana. Il a été créé en 1847 par la Société religieuse des Amis (Quakers). Il met fortement l'accent sur ses valeurs telles que l'intégrité, l'engagement pour la paix et la justice sociale, le respect mutuel et la prise de décision communautaire. Il a accueilli son premier professeur non Quaker en 1886. Il s'agit principalement d'un collège de premier cycle résidentiel, mais il propose une maîtrise ès arts en enseignement et un séminaire universitaire de troisième cycle affilié, la Earlham School of Religion, qui propose trois maîtrises : une maîtrise en théologie , une maîtrise de ministère et une maîtrise en sciences de la religion.
En 2016, Earlham se classait au 61e rang des collèges d'arts libéraux nationaux par US News & World Report[réf. souhaitée]. En 2016, le magazine Forbes a classé Earlham à 106 dans les collèges privés et à 82 parmi les «diplômés reconnaissants». Forbes a attribué à Earlham une note financière A +.